# Страшимир Иванов
Страшимир Иванов е български революционер, деец на Вътрешната македонска революционна организация.

## Биография
Страшимир Иванов е роден през 1896 година в царевоселското село Бигла, тогава в Османската империя, днес в Северна Македония. Завършва гимназия в Царево село, а в началото на 1920 година се присъединява към ВМРО. От 1921 година е четник при Ефрем Чучков и участва в редица сражения. Загива през 1925 година край родното си село в сражение със сръбска потеря.